# Primera B 1953
Het seizoen 1953 van de Primera B was het twaalfde seizoen van deze Uruguayaanse voetbalcompetitie op het tweede niveau.

## Teams
Er namen acht ploegen deel aan de Primera B in dit seizoen. IA Sud América was vorig seizoen vanuit de Primera División gedegradeerd, zes ploegen handhaafden zich op dit niveau en Mar de Fondo FC promoveerde vanuit de Divisional Intermedia.
Zij kwamen in plaats van het gepromoveerde Montevideo Wanderers FC. CA Artigas degradeerde vorig seizoen naar het derde niveau.
| Club                      | Stad       | Stadion                           | Vorig seizoen |
| ------------------------- | ---------- | --------------------------------- | ------------- |
| CA Bella Vista            | Montevideo | Parque José Nasazzi               | 2e            |
| CS Cerrito                | Montevideo | Cancha Chimborazo y Juan Acosta   | 7e            |
| CA Fénix                  | Montevideo | Estadio Parque Capurro            | 4e            |
| Mar de Fondo FC           | Montevideo | Onbekend                          | 1e (Int.)     |
| CS Miramar                | Montevideo | Parque Campomar                   | 5e            |
| CA Progreso               | Montevideo | Parque Miguel Campomar            | 3e            |
| Racing Club de Montevideo | Montevideo | Estadio Parque Osvaldo Roberto    | 6e            |
| IA Sud América            | Montevideo | Estadio Parque Carlos Ángel Fossa | 10e (1ª)      |

## Competitie-opzet
Alle ploegen speelden tweemaal tegen elkaar. De kampioen promoveerde naar de Primera División. De ploeg die over de laatste twee seizoenen de slechtste resultaten had behaald degradeerde naar de Divisional Intermedia.
Degradant IA Sud América begon het beste aan de competitie: ze wonnen hun eerste drie wedstrijden en speelde de vierde wedstrijd gelijk. Na vier duels was ook Racing Club de Montevideo nog ongeslagen, hoewel zij al driemaal gelijk hadden gespeeld. Sud América en Racing Club troffen elkaar in de vijfde speelronde. Dit eindigde in een 1–0 zege voor Racing, dat daardoor op gelijke hoogte kwam. Na hun zesde wedstrijd (allebei gelijkspel) bleven beide koplopers op gelijke hoogte staan, maar tijdens de zevende speelronde leed Racing tegen CA Progreso hun eerste nederlaag. Sud América slaagde er wel in om te winnen en bleef alleen aan de leiding.
Halverwege had Sud América tien punten; eentje meer dan Progreso, twee meer dan Racing Club en drie meer dan CS Miramar. Promovendus Mar de Fondo FC stond onderaan met slechts vier punten.
De tweede seizoenshelft begon matig voor Sud América: ze speelden drie keer op rij gelijk. Miramar boekte drie overwinningen en kwam daardoor op gelijke hoogte met Sud América. Racing Club had driemaal verloren en was daardoor weggezakt naar de zesde plaats. In de elfde speelronde won Sud América met 2–1 van Miramar, waardoor ze weer tijdelijk alleen koploper werden. De daaropvolgende wedstrijd verloren ze echter van Racing Club en kwamen zowel Progreso als Miramar in punten gelijk met Sud América.
Met nog twee wedstrijden te spelen waren Sud América, Progreso en Miramar nog de enige kanshebbers op de titel. Tijdens de een-na-laatste speelronde moesten Progreso en Miramar tegen elkaar. Dit eindigde in een doelpuntloos gelijkspel en omdat Sud América van CA Bella Vista won hadden de Naranjitas promotie hierdoor in eigen hand. Op de laatste speeldag moesten ze echter de punten delen met Mar de Fondo. Omdat Miramar en Progreso allebei wonnen eindigden er drie ploegen gedeeld op de eerste plaats.
Hierdoor waren er beslissingswedstrijden nodig om te bepalen wie er kampioen zou worden. Sud América en Miramar speelden eerst tegen elkaar en dit eindigde in een 2–2 gelijkspel. Daarna won Miramar met 1–0 van Progreso. Hierdoor kon Progreso geen eerste meer worden. Zij sloten echter af met een 2–0 zege op Sud América. Daarmee bezorgden ze Miramar de titel en de bijbehorende promotie. De Cebras keerden daardoor voor het eerst sinds 1947 weer terug op het hoogste niveau.

### Eindstand
|    | Club                      | Sp. | W | G | V | Pnt. | DV | DT | DS  |
| -- | ------------------------- | --- | - | - | - | ---- | -- | -- | --- |
| 1. | CS Miramar                | 14  | 7 | 4 | 3 | 18   | 26 | 16 | +10 |
| 2. | IA Sud América            | 14  | 6 | 6 | 2 | 18   | 27 | 23 | +4  |
| 3. | CA Progreso               | 14  | 7 | 4 | 3 | 18   | 21 | 18 | +3  |
| 4. | CA Fénix                  | 14  | 4 | 5 | 5 | 13   | 20 | 19 | +1  |
| 5. | CS Cerrito                | 14  | 2 | 8 | 4 | 12   | 17 | 19 | –2  |
| 6. | Racing Club de Montevideo | 14  | 3 | 6 | 5 | 12   | 12 | 14 | –2  |
| 7. | CA Bella Vista            | 14  | 2 | 7 | 5 | 11   | 15 | 23 | –8  |
| 8. | Mar de Fondo FC           | 14  | 3 | 4 | 7 | 10   | 18 | 24 | –6  |

### Legenda
| Kleur | Kwalificatie voor                                         |
| ----- | --------------------------------------------------------- |
|       | Barragewedstrijden om promotie naar Primera División 1954 |

#### Barragewedstrijden
|    | Club           | Sp. | W | G | V | Pnt. | DV | DT | DS |
| -- | -------------- | --- | - | - | - | ---- | -- | -- | -- |
| 1. | CS Miramar     | 2   | 1 | 1 | 0 | 3    | 3  | 2  | +1 |
| 2. | CA Progreso    | 2   | 1 | 0 | 1 | 2    | 2  | 1  | +1 |
| 3. | IA Sud América | 2   | 0 | 1 | 1 | 1    | 2  | 4  | –2 |

#### Legenda
| Kleur | Kwalificatie voor                   |
| ----- | ----------------------------------- |
|       | Promotie naar Primera División 1954 |

| Winnaar Primera B 1953 |
| ---------------------- |
| CS Miramar 2e titel    |

### Degradatie
Een ploeg degradeerde naar de Divisional Intermedia; dit was de ploeg die over de laatste twee jaar het minste punten had verzameld in de competitie (28 wedstrijden). Aangezien IA Sud América (gedegradeerd uit het hoogste niveau) en Mar de Fondo FC (gepromoveerd vanuit het derde niveau) vorig seizoen nog niet in de Primera B speelden, telden hun behaalde punten in dit seizoen dubbel.
|    | Club                      | Sp. | 1952 | 1953 | Tot. |
| -- | ------------------------- | --- | ---- | ---- | ---- |
| 1. | IA Sud América            | 14  | –    | 18   | 36   |
| 2. | CA Progreso               | 28  | 18   | 18   | 36   |
| 3. | CS Miramar                | 28  | 13   | 18   | 31   |
| 4. | CA Bella Vista            | 28  | 19   | 11   | 30   |
| 5. | CA Fénix                  | 28  | 13   | 13   | 26   |
| 6. | Racing Club de Montevideo | 28  | 12   | 12   | 24   |
| 7. | CS Cerrito                | 28  | 12   | 12   | 24   |
| 8. | Mar de Fondo FC           | 14  | –    | 10   | 20   |

### Legenda
| Kleur | Degradatie naar            |
| ----- | -------------------------- |
|       | Divisional Intermedia 1954 |

## Topscorers
IA Sud América-spelers R. Acosta en E. Aguirre deelden de topscorerstitel met negen doelpunten elk.
| №  | Speler     | Club(s)        | Goals |
| -- | ---------- | -------------- | ----- |
| 1. | R. Acosta  | IA Sud América | 9     |
| 1. | E. Aguirre | IA Sud América | 9     |